# Colliers Wood Tower

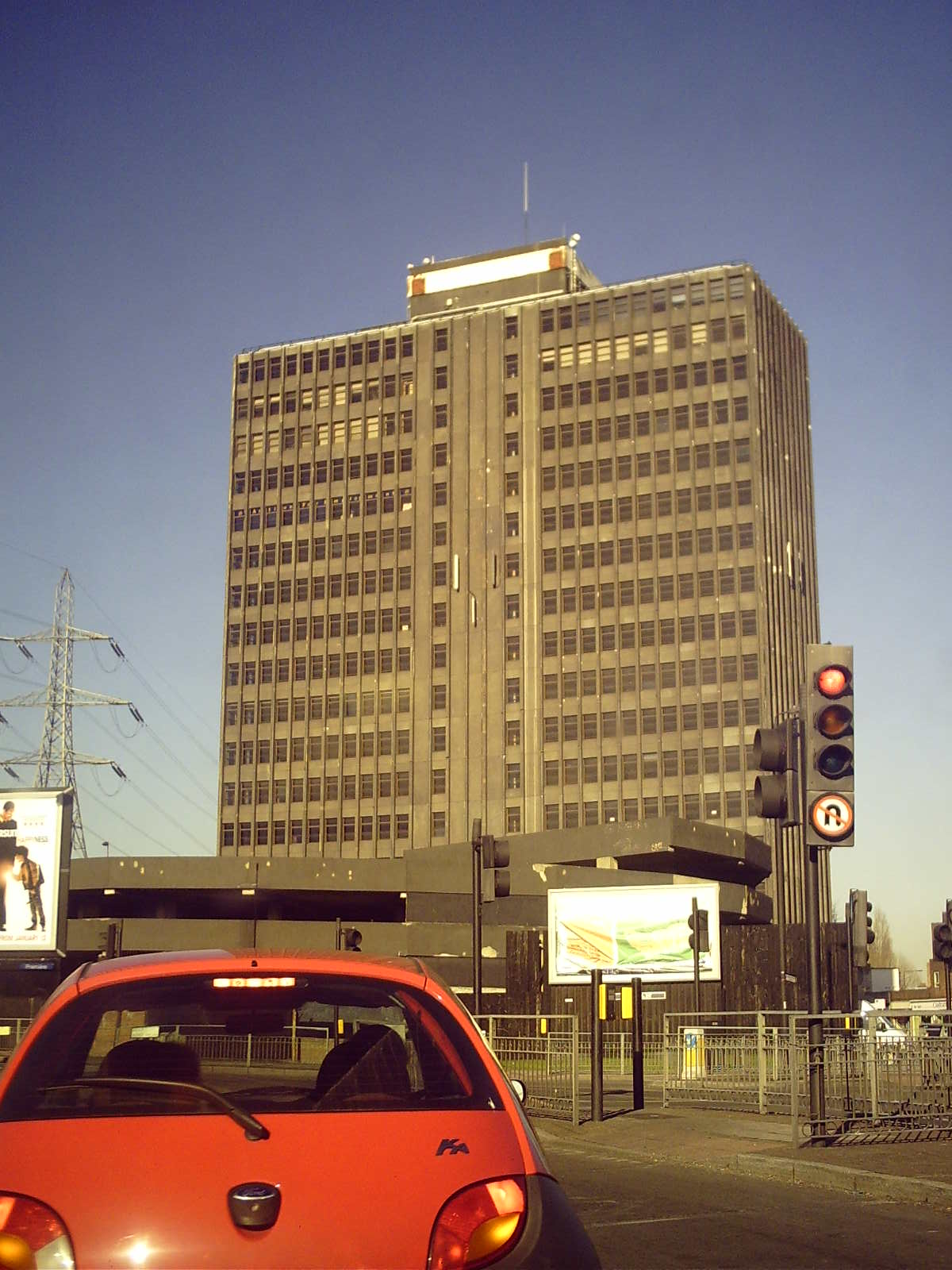
Colliers Wood Tower mit Parkhaus

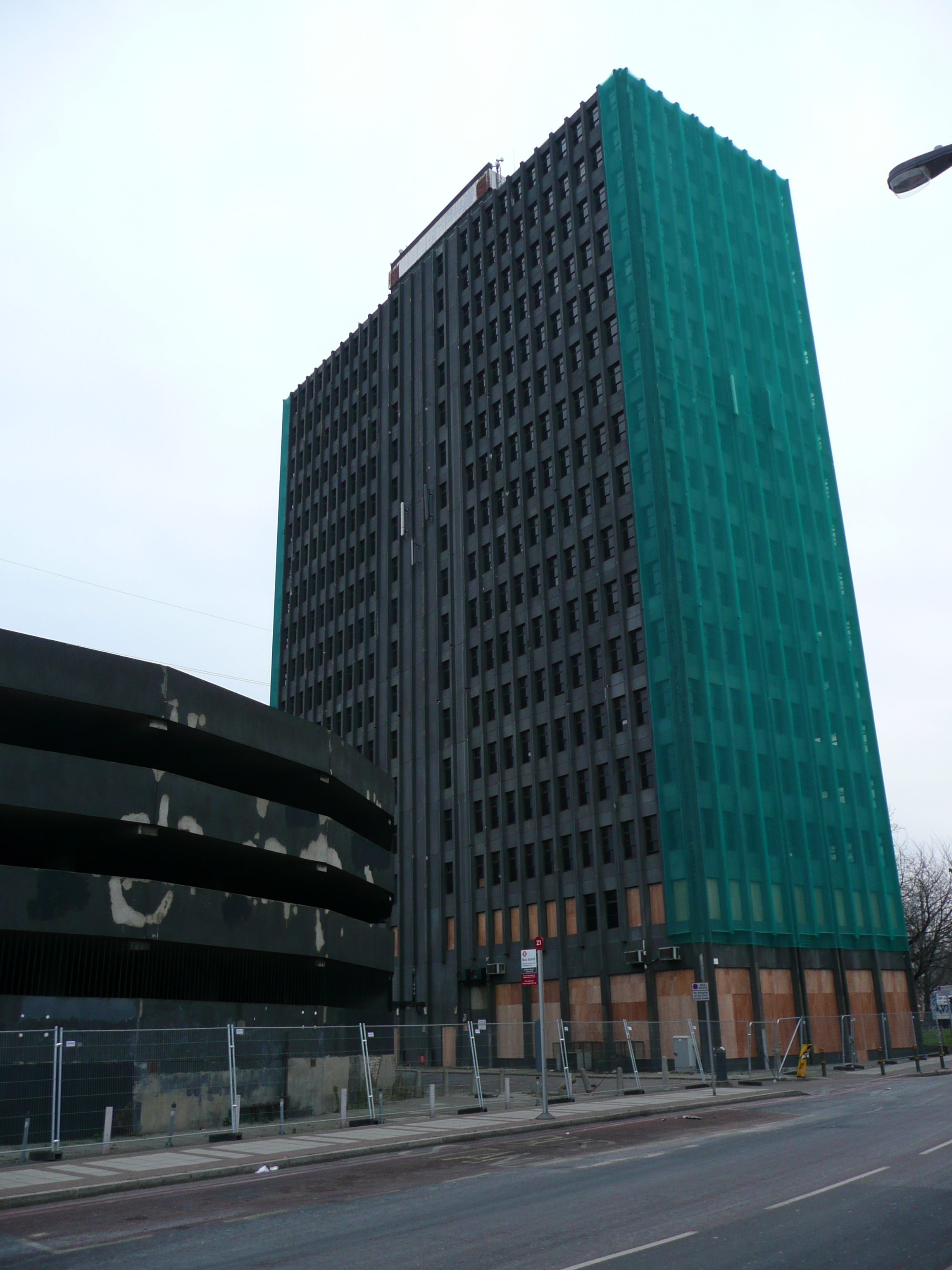
Der Tower 2009 mit Netzen und Absperrgittern

Der Colliers Wood Tower, auch nur „The Tower“ genannt, ist ein Hochhaus im Londoner Stadtteil Colliers Wood im Stadtbezirk Merton. Das Gebäude liegt an der Kreuzung A24/A238 (High Street Colliers Wood/Merton High Street) direkt gegenüber der Station Colliers Wood der London Underground. Auf der Rückseite befindet sich ein rundes Parkhaus.
Das Hochhaus wurde in den 1960er-Jahren im Stil der Chicagoer Schule gebaut. Es besitzt 17 Stockwerke sowie einen Pflanzenraum auf dem Dach. Die Bürofläche beträgt 7576 m². Bei seinem Bau erzwang ein Konstruktionsfehler, dass das Gebäude, das schon bis ins dritte Stockwerk fertiggestellt war, noch einmal abgerissen und neu aufgebaut werden musste.
Das Gebäude hieß ursprünglich „Lyon Tower“ nach der Ronald Lyon Holdings, einer Immobiliengesellschaft, die hier ihr Hauptquartier hatte. Später trug es die Namen „The Vortex“ und „Brown & Root Tower“ nach dem amerikanischen Ingenieur- und Bauunternehmen Brown & Root Halliburton, Vorläufer von KBR, Inc. und damals Tochterunternehmen von Halliburton, das das Gebäude von 1971 bis 1995 angemietet hatte. Jetziger Besitzer ist Golfrate Property Management aus London, dessen Ankündigung, das leer stehende Hochhaus zu sanieren, bisher nicht umgesetzt wurde. Fenster und Türen im Erdgeschoss und ersten Obergeschoss sind mit Sperrholzplatten verbarrikadiert, das Gebäude ist mit grünen Netzen verhängt, um mögliche herabfallende Betonteile aufzufangen. Der Abriss des Parkhauses begann im April 2010, wurde aber kurz darauf wieder eingestellt, sodass etwa die Hälfte noch vorhanden war. Seit Sommer 2011 ist das Parkhaus ganz entfernt.
In einer Umfrage der Sendereihe Demolition des britischen Fernsehsenders Channel 4 wurde der Colliers Wood Tower 2005 zu einem der zwölf hässlichsten Gebäude im Vereinigten Königreich gewählt. Eine Abstimmung der BBC zur Architekturwoche 2006 erklärte den Tower zum „most hated building“ (meistgehassten Gebäude) Londons.